# Jorge Somlay
Jorge Somlay (Rosario, 8 de septiembre de 1946) es un timonero de remo olímpico argentino. Participó en los Juegos Olímpicos de Roma 1960 tiendo 13 años y 358 días de edad, siendo el deportista argentino de menor edad en haber participado en una competición olímpica.

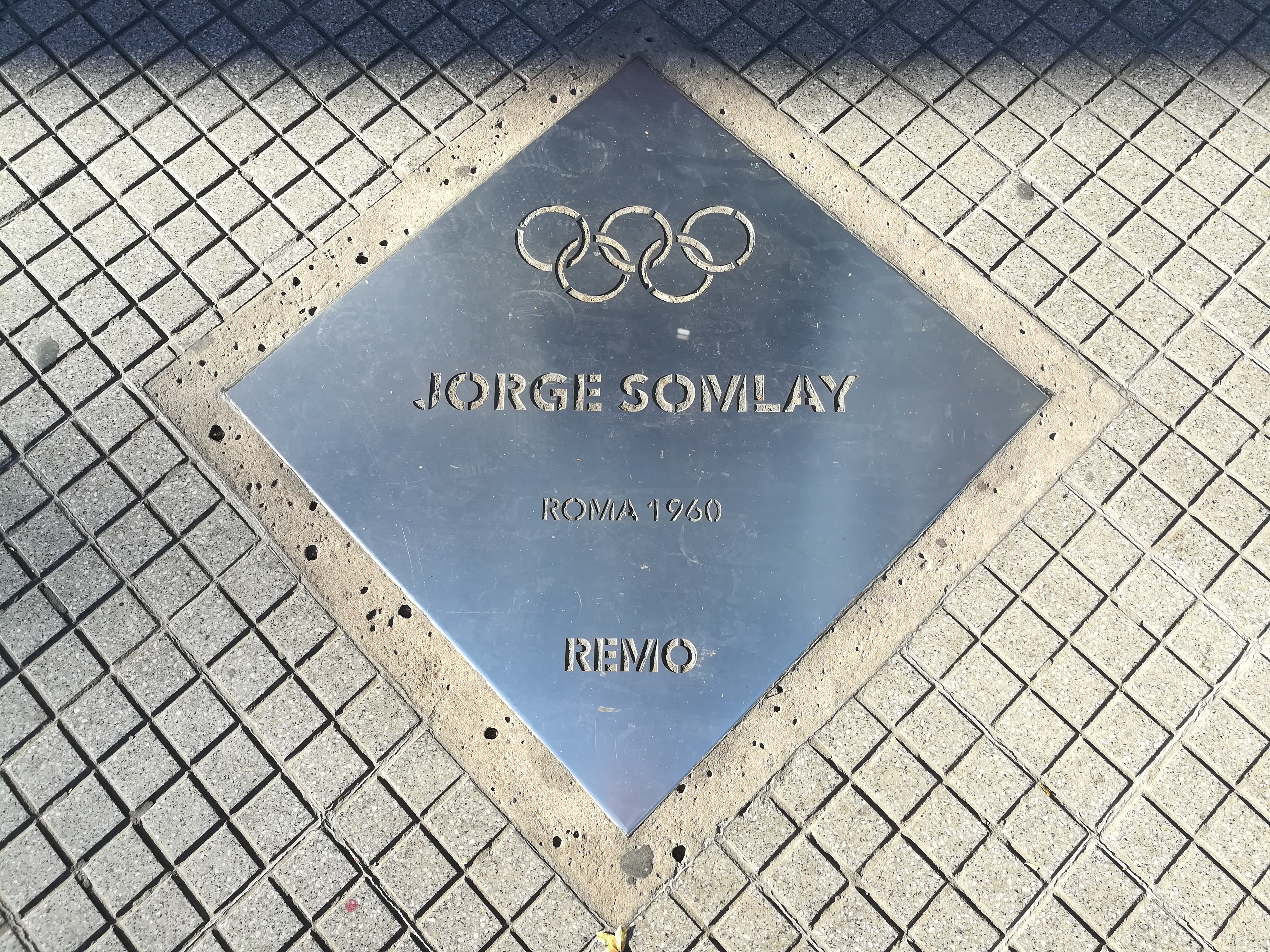
Placa homenaje a Somlay en el Paseo de los Olímpicos de Rosario.

## Biografía
Nacido en el barrio rosarino de Arroyito, su padre era presidente de la comisión de Regatas del Río Paraná. Comenzó a participar en carreras de regatas en 1957. Al año siguiente participó en el Campeonato Sudamericano de Remo, ganando en la categoría de dos largos con timonel junto a Osvaldo Cavagnaro y Ricardo González.
Participó en los Juegos Panamericanos de 1959, celebrado en Chicago, Estados Unidos, obteniendo dos medallas de plata (en las competiciones de cuatro largos con timonel y dos largos con timonel) y una de bronce (en ocho largos con timonel). En Roma 1960, participó en las categorías dos largos con timonel y cuatro con timonel. Tras los juegos se alejó el deporte y se dedicó a finalizar sus estudios secundarios.
En Rosario, está homenajeado en el Paseo de los Olímpicos.